# Cançoner de Torí
El Cançoner de Torí o Cançoner musical de Torí (Torí, Biblioteca Nazionale Universitaria R.1-14) és un manuscrit musical que conté obres polifòniques castellanes de caràcter profà de finals del segle xvi i començaments del segle xvii. Són per tant obres de transició entre el Renaixement i el Barroc.

## El manuscrit
Com el seu nom indica, el manuscrit es conserva a Torí i es troba bastant deteriorat.

## Les obres
A l'índex hi figuren 47 peces, però una d'elles està duplicada. Fora de l'índex hi ha altres tres peces, dues de les quals també estan duplicades. D'altra banda, les peces que figuren en l'índex amb núms. 36 i 37, "Salte y baile" i "Mi voluntad no me dexa" són en realitat una sola que porta per títol "Por dinero baila el perro". Per tant, el cançoner conté en realitat 46 obres. Una d'elles és a 4 veus, 35 són a 3 veus i les 10 restants són a 2. Les formes musicals emprades són el villancet, la cançó i el romanç.
Totes les peces són anònimes menys una,"Sobre moradas violetas", composta pel guitarrista i compositor sevillà, Juan de Palomares, cosa que se sap perquè la mateixa peça surt al Cançoner de la Sablonara. El text de l'obra és de Catalina Zamudio. Possiblement Palomares sigui l'autor d'algunes altres de les peces del cançoner.
Molts dels textos de les obres estan extrets del romancer o van ser escrits per autors coneguts, com ara Lope de Vega, Catalina Zamudio, etc.
A continuació es dona una descripció detallada de les obres que componen el cançoner. Els codis de la columna de «Concordances» amb altres manuscrits i fragments s'especifiquen més avall. Els de la columna d'«Enregistraments» s'especifiquen en la secció de «Discografia».
| Núm. | Obra                                      | Veus | Gènere musical | Concordances | Gravacions | Comentaris |
| ---- | ----------------------------------------- | ---- | -------------- | ------------ | ---------- | --- |
| 1    | Por la puente, Juana                      | 3    | Romanç         |              | FIC        | La tornada es troba en diverses recopilacions del segle xvii. Aquest romanç també dona nom a una comèdia de Lope de Vega |
| 2    | Ay, malogrados pensamientos míos          | 2    | Cançó          |              | FIC        | |
| 3    | Ya no soy quien ser solía                 | 3    |                |              |            | |
| 4    | ¿Qué es esto pensamiento?                 | 3    |                |              |            | |
| 5    | A la gineta y vestido                     | 2    |                |              |            | |
| 6    | Adiós esperanças                          | 3    | Villancet      |              | FIC        | |
| 7    | Al enredador, vecinas                     | 3    |                |              | FIC        | |
| 8    | Ay suspiros                               | 3    |                |              |            | |
| 9    | Aquí ho hay que esperar                   | 3    |                |              |            | |
| 10   | Ay, amargas soledades                     | 2    | Romanç         |              | CLA, FIC   | Text: Lope de Vega |
| 11   | Volved pensamiento mío                    | 3    |                |              |            | |
| 12   | Bella pastorcica                          | 3    | Villancet      |              | FIC        | |
| 13   | ¿Cómo puede temer daño?                   | 3    |                |              |            | |
| 14   | Con çiertas desconfianças                 | 3    |                |              |            | |
| 15   | Cómo retumban los remos                   | 3    |                |              |            | |
| 16   | De pechos sobre una peña                  | 3    |                |              |            | |
| 17   | ¿Dónde estás, Señora mía?                 | 3    | Romanç         |              | PMA, FIC   | Coneguda com a Romance del Marqués de Mantua i és citada al Quixot. |
| 18   | Desdichada la dama                        | 2    |                |              | FIC        | |
| 19   | De los álamos vengo, madre                | 3    |                |              |            | |
| 20   | En esta larga ausencia                    | 2    |                |              |            | |
| 21   | Fuego de Dios                             | 2    | Romanç         |              | FIC        | Aquest romanç va inspirar una comèdia de Calderón de la Barca |
| 22   | Gavilán que andáis de noche               | 3    | Villancet      |              | FIC        | |
| 23   | La ocasión del mal que siento             | 3    |                |              |            | |
| 24   | Madre, la mi madre                        | 5/3  |                |              | PMA, FIC   | El seu text apareix amb algunes variants en obres de Lope de vega, Calderón de la Barca o Cervantes (El celoso extremeño). El compositor Pedro de Ruimonte va fer servir una d'aquestes variants en la peça que apareix en el Parnaso Español. |
| 25   | La morena graciosa                        | 3    |                |              |            | |
| 26   | En el campo florido                       | 3    |                |              |            | |
| 27   | Río de Sevilla                            | 3    |                |              |            | |
| 28   | = No 4                                    | 3    |                |              |            | |
| 29   | Mal haya, quien s'enamora                 | 3    |                |              |            | |
| 30   | No me lo pregunte, madre                  | 3    |                |              |            | |
| 31   | No paséis, el caballero                   | 3    |                |              |            | |
| 32   | No puedo en tus ojos bellos               | 2    | Villancet      |              | FIC        | |
| 33   | No quiero contar mi pena                  | 4    |                |              |            | |
| 34   | Ojos no lloréis                           | 3    |                |              |            | |
| 35   | Horas tristes y amargas                   | 3    |                |              |            | |
| 36   | Salte y baile (Por dinero baila el perro) | 3    | Villancet      |              | FIC        | |
| 37   | Señora, después que os vi                 | 3    |                |              |            | |
| 38   | Vay os amores                             | 2    | Villancet      |              | FIC        | |
| 39   | Sobre moradas violetas                    | 3    | Romanç         | SAB          | FIC        | Compositor: Juan de Palomar Text: Catalina Zamudio |
| 40   | Otras veces m'avéis visto                 | 3    |                |              |            | |
| 41   | Mi querido es ido al monte                | 3    |                |              |            | |
| 42   | Puse mis cabellos                         | 3    |                |              |            | |
| 43   | Pensamiento, pues dizen                   | 3    | Cançó          |              | FIC        | |
| 44   | Era la noche más fría                     | 3    |                |              |            | |
| 45   | Blanda la mano                            | 2    |                |              |            | |
| 46   | No lloréis casada                         | 2    | Villancet      |              | FIC        | És una nadala sobre el tema de la mal maridada, d'origen provençal. |
| 47   | = No 12                                   | 3    |                |              |            | |
| 48   | En el más soberbio monte                  | 3    |                |              |            | |
| 49   | = No 16                                   | 3    |                |              |            | |

Concordances amb altres manuscrits:
- SAB - Múnic, Bayerische Staatsbibliothek, Mus. Ms. E.200 (Cançoner de la Sablonara).

## Discografia
- 1982/1990 - [PMA] Música en la obra de Cervantes. Pro Música Antiqua de Madrid. Miguel Ángel Tallante. MEC 1028 CD
- 2002 - [CLA] Canciones de amor y de guerra. Clarincanto. Pneuma
- 2005 - [FIC] Cancionero de Turín. Musica Ficta. Raúl Mallavibarrena. Enchiriadis EN 2013.